# 세라 진 언더우드

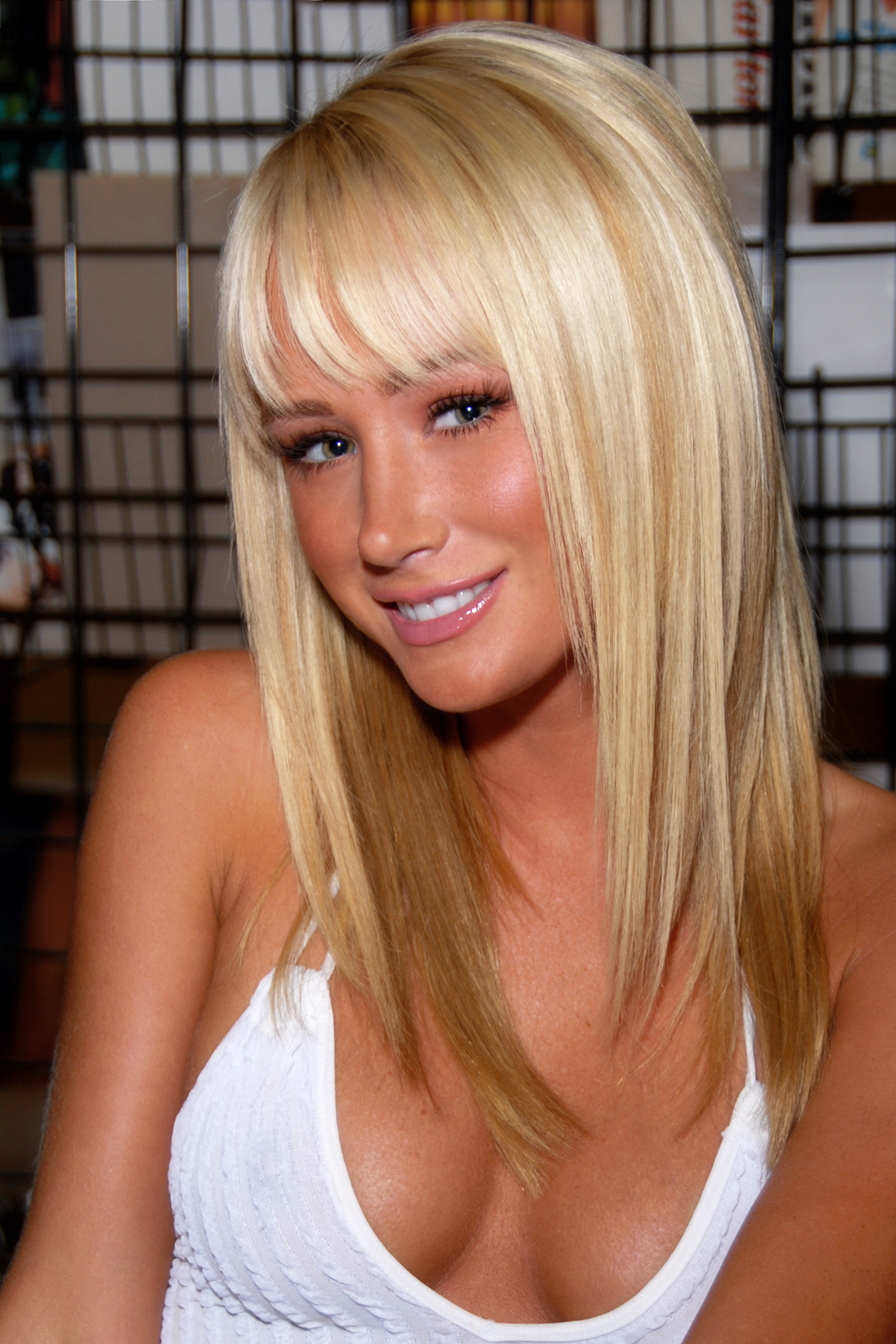
세라 진 언더우드

세라 진 언더우드(영어: Sara Jean Underwood, 1984년 3월 26일 ~ )은 미국의 모델이다.

## 참여 작품

### 영화
- 억셉티드
- 에픽 무비
- 하우스 버니

### 텔레비전
- 브리짓 마쿼트